# Friedrich Altmeier
Friedrich Altmeier (16 de Julho de 1920) foi um comandante de U-Boot que serviu na Kriegsmarine durante a Segunda Guerra Mundial.

## Carreira

### Patentes
| 1 Out 1938 | Offiziersanwärter    |
| 1 Jul 1939 | Seekadett            |
| 1 Dez 1939 | Fähnrich zur See     |
| 1 Ago 1940 | Oberfähnrich zur See |
| 1 Abr 1941 | Leutnant zur See     |
| 1 Abr 1943 | Oberleutnant zur See |

### Condecorações
| 1940        | Cruz de Ferro 2ª Classe         |
| 31 Ago 1942 | Badge de Guera Fleet            |
| 7 Jan 1943  | Badge de Guerra dos U-boot 1939 |
| 1943        | Cruz de Ferro 1ª Classe         |